# إم. إدوارد فوسيت
إم. إدوارد فوسيت (بالإنجليزية: M. Edward Fawcett؛ 1 نوفمبر 1865 – 17 سبتمبر 1935) كان رجل دين مسيحي أمريكي شغل منصب الأسقف الثالث لأبرشية كوينسي التابعة لـلكنيسة الأسقفية في الولايات المتحدة.

## الجدول الزمني لمسيرته
| السنة             | الحدث                                         |
| ----------------- | --------------------------------------------- |
| 1865              | وُلد في 1 نوفمبر في الولايات المتحدة           |
| أواخر القرن 19    | تلقى تعليمه الديني والتحق بالخدمة الكنسية     |
| أوائل القرن 20    | خدم كقسيس في عدة رعايا تابعة للكنيسة الأسقفية |
| عشرينيات القرن 20 | انتُخب ليكون الأسقف الثالث لأبرشية كوينسي      |
| 1935              | توفي في 17 سبتمبر أثناء خدمته كأسقف           |

## الحياة الشخصية
عُرف فوسيت بالتزامه الرعوي ودعمه لتقوية أبرشية كوينسي خلال فترة ولايته كأسقف. ركز على تعزيز التعليم الديني وخدمة المجتمع المحلي من خلال الكنائس التابعة للأبرشية.

## الإرث
ظل فوسيت جزءًا من سلسلة من الأساقفة الذين ساهموا في تأسيس وتطوير أبرشية كوينسي في ولاية إلينوي. ويُذكر اسمه ضمن قائمة الأساقفة الذين تركوا بصمة في تاريخ الكنيسة الأسقفية في الولايات المتحدة.